# Amanua Kpapo

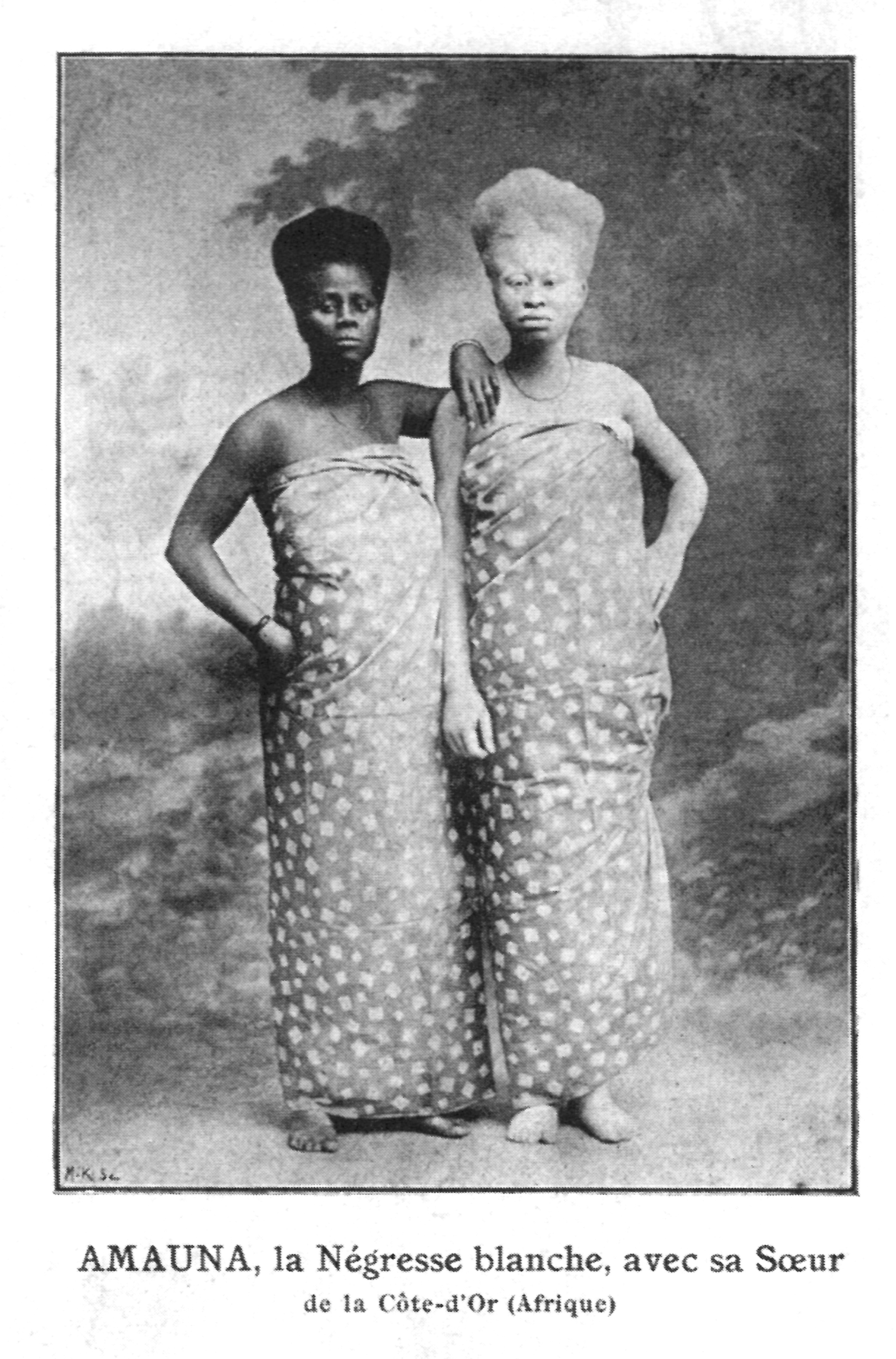
Amanua Kpapo mit einer weiteren Völkerschau-Darstellerin, die als ihre „schwarze Schwester“ ausgegeben wurde. Undatierte Postkarte

Amanua (auch Amanoua) Rebecca Ankrah Kpapo (* 8. September 1875 in Accra; † 3. Mai 1952 in Lomé) war eine  Völkerschau-Darstellerin, die 1902 zuerst in Berlin auftrat und sich 1903 der Gruppe der Togo-Völkerschau von John Calvert Nayo Bruce (1859–1919) anschloss. Aufgrund ihres Albinismus stellte Nayo Bruce sie in den Mittelpunkt seiner Völkerschau. 1914 endete die Tournee in Russland. Amanua Kpapo lebte mit drei Kindern von Nayo Bruce bis 1934 in Baku. 1941 kehrten sie nach Togo zurück.

## Leben
Über die Herkunft von Amanua Kpapo, ihre ersten 27 Lebensjahre sowie die Gründe für die Reise nach Europa ist wenig bekannt. Sie stammte aus Accra, damals die Hauptstadt der britischen Gold Coast Colony (heute Ghana). Sie war erstmals vom 23. November bis zum 21. Dezember 1902 im Castans Panoptikum und vom 25. bis zum 31. Dezember 1902 im Passage-Panoptikum (beide in Berlin) aufgetreten. Der Anthropologe Paul Träger berichtete in seinem Vortrag vor der Berliner Gesellschaft für Anthropologie, Ethnologie und Urgeschichte am 20. Dezember 1902 über Amanua Kpapo:

„Nach Angaben ihres Ausstellers stammt Amanua aus Akra. Ihre Eltern sollen beide ebenso wie ihre vier Geschwister schwarz sein. Dass wir es mit einer Negerin zu thun haben, darüber kann kein Zweifel bestehen. Die ganze Gesichtsbildung, der Abstand der Augen, die Formen von Mund und Nase zeigen die typischen Gesichtszüge des Negers. […] Die Hautfarbe ist am ganzen Körper, soweit wir ihn sehen konnten, ein blasses Weiss.“

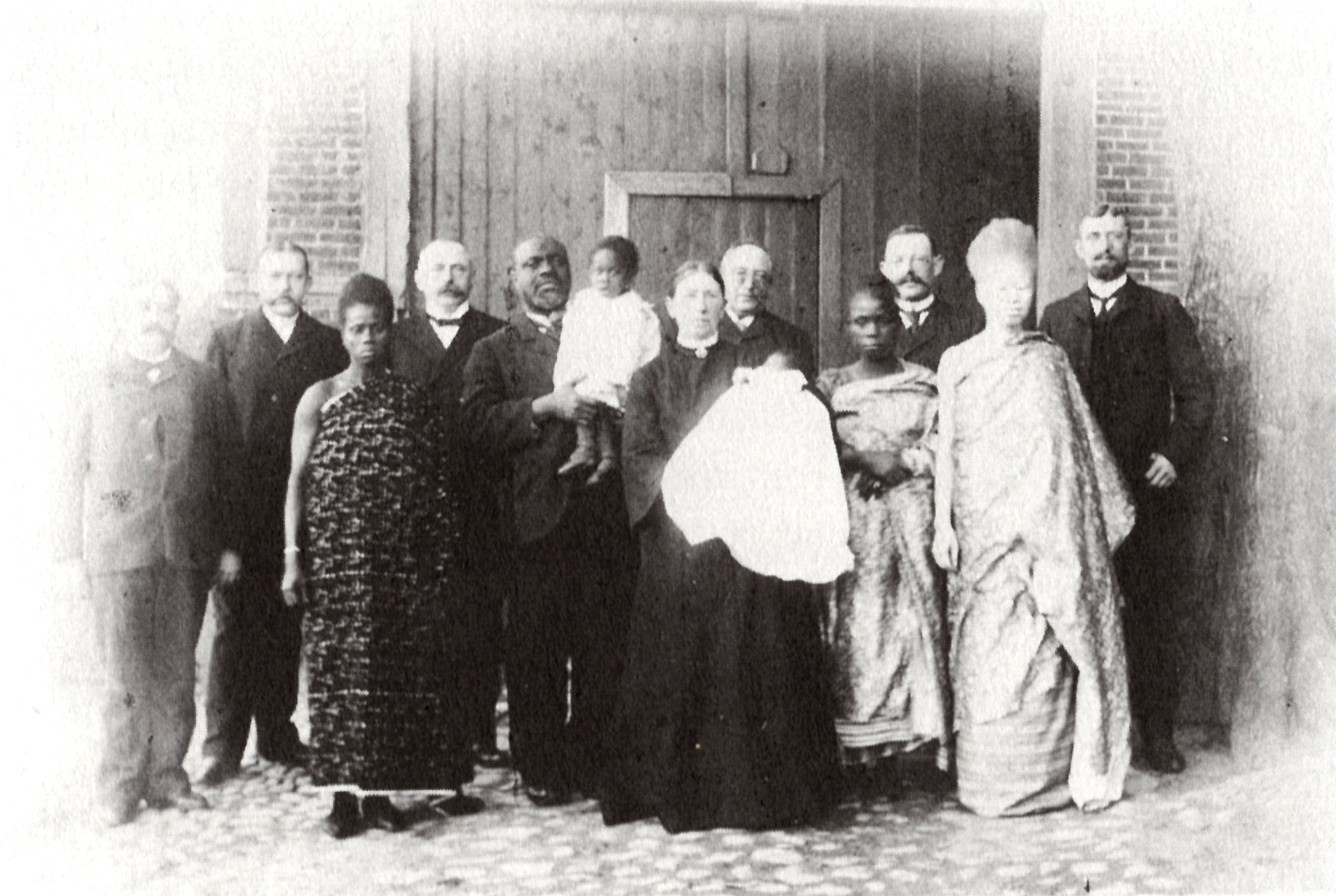
Amanua Kpapo (2. v. r.) und Nayo Bruce (5. v. l.) am 23. März 1905 in Ulzburg, Taufe von Annie Bruce

Im Frühjahr 1903 stieß sie in Zürich erstmals auf die vom Impresario Nayo Bruce veranstaltete Togo-Völkerschau, mit der er bereits seit April 1898 durch zahlreiche europäische Länder und Städte tourte. Seit dem Aufenthalt in Genf vom 5. Juni bis zum 1. Juli 1903 wurde sie festes Mitglied der Völkerschau-Gruppe. In Genf wurde sie außerdem vom Zoologen Emile Yung vermessen und untersucht. Anders noch als auf der Kolonialausstellung 1896 in Berlin wehrte sich Nayo Bruce inzwischen nicht mehr gegen solche Untersuchungen, sondern nutzte sie, um vermeintliche wissenschaftliche Zertifikate zu erhalten, die er auf seiner Tournee auch zu Werbezwecken einsetzte.

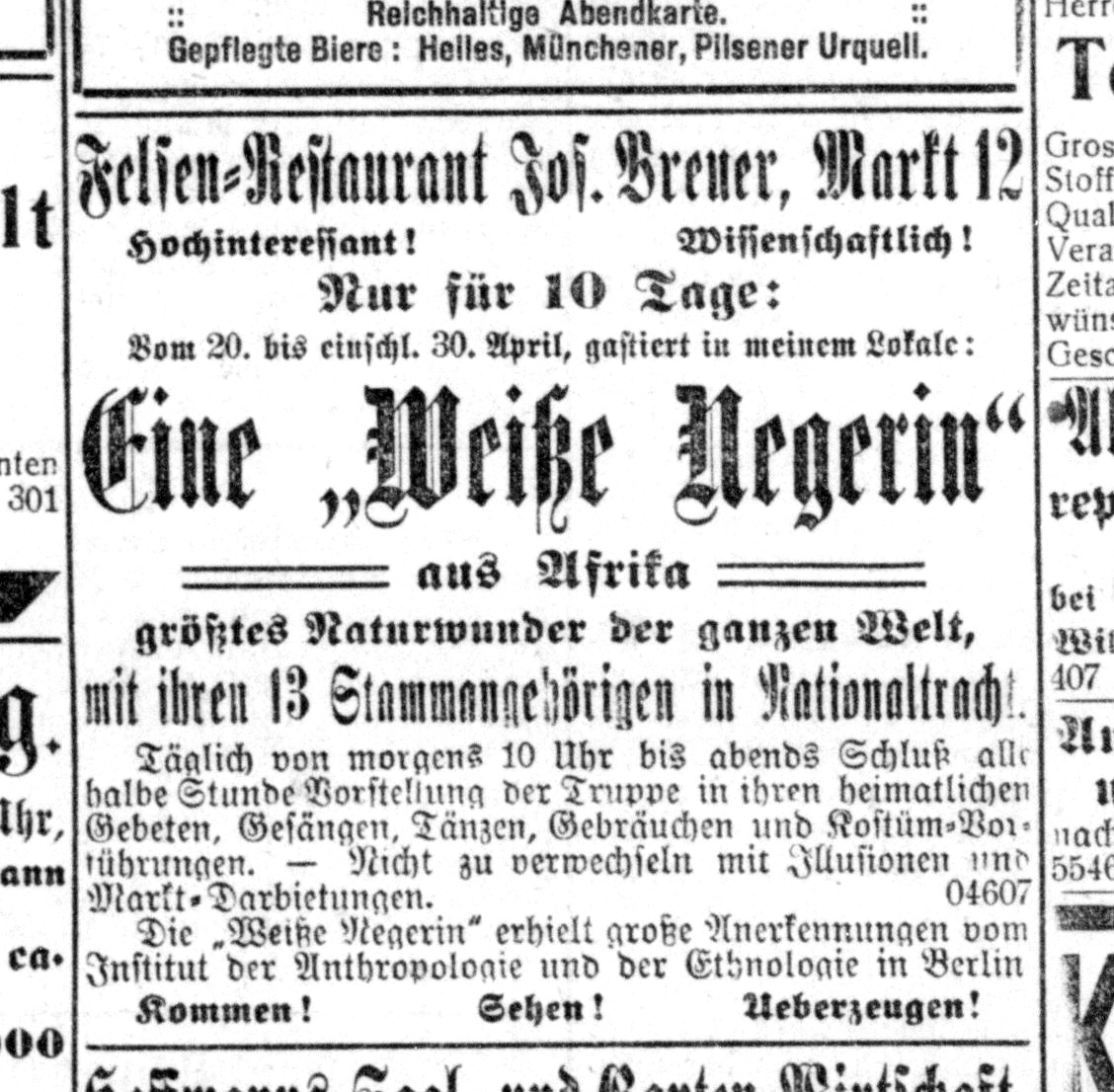
Zeitungsinserat von 1911

Am 20. August 1905 brachte Amanua Kpapo in Brüssel ihren Sohn Léopold Fritz Bruce zur Welt. Vater des Kindes war Nayo Bruce, der in Polygynie lebte. Nach den Recherchen von Rea Brändle lassen sich bis zum Lebensende von Nayo Bruce mindestens elf Ehefrauen und über dreißig direkte Nachkommen nachweisen. Seit der Geburt des Sohnes galt Amanua Kpapo als seine Ehefrau und gehörte spätestens seit 1904 zum engeren Kreis der Familie. Nachdem mehrere Darsteller der Togo-Völkerschau in ihre Heimat zurückkehrten, bestand die Gruppe ab 1905 aus Bruce, seinen drei Frauen Dassi Creppy, Yenoussi Johnson und Amanua Kpapo sowie ihren Kindern. Am 20. April 1912 brachte Amanua Kpapo in Dortmund ihre Tochter Cäcilia Bruce zur Welt. Zur gleichen Zeit musste sie den inzwischen sechsjährigen Sohn Fritz in das Kinderheim Neu-Düsselthal geben, damit er dort die Schule besuchen konnte.

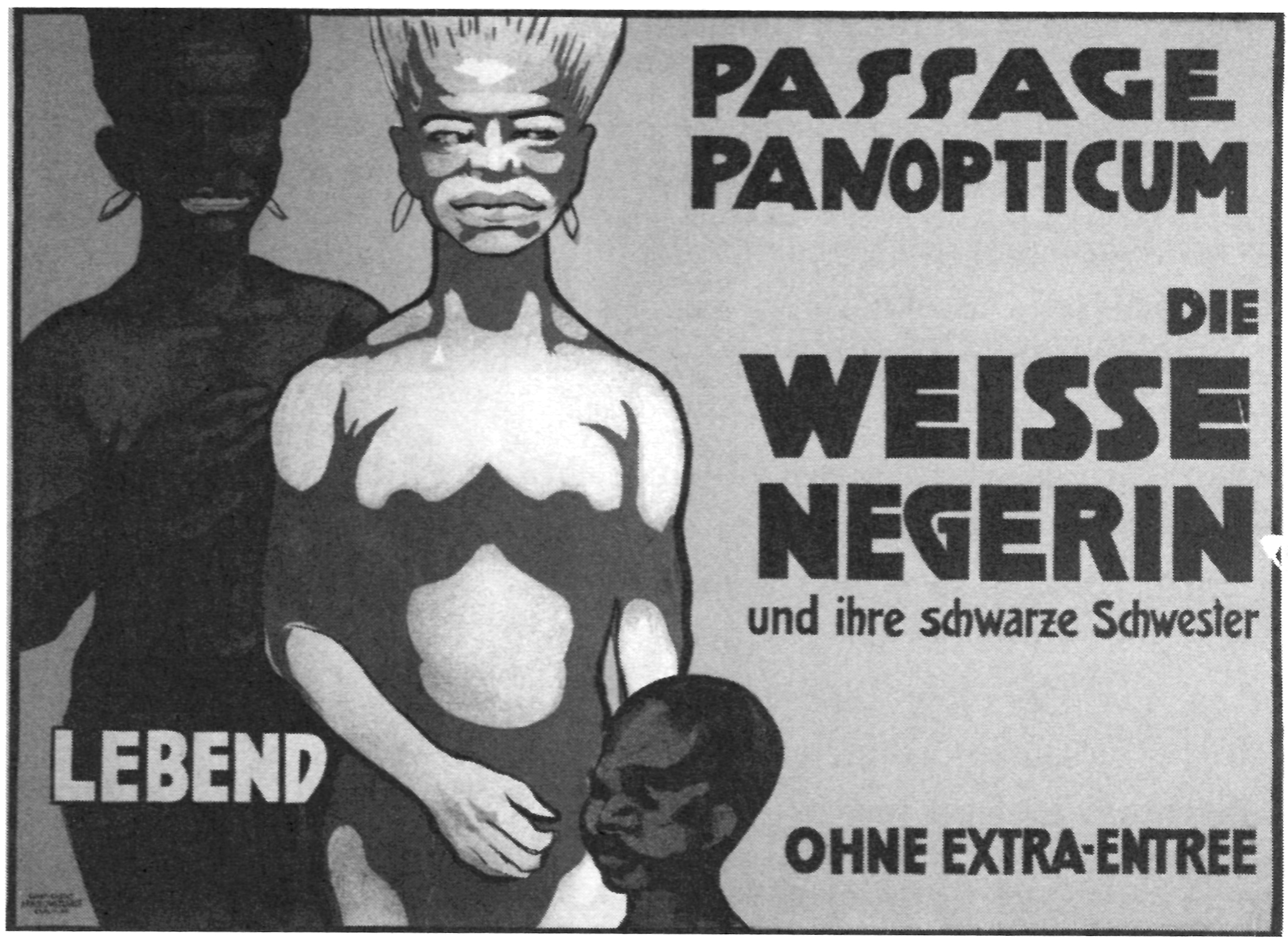
Plakat von 1913

1913 erwog Nayo Bruce, die Tournee entweder in den USA oder in Russland fortzusetzen – und entschied sich für Russland. Im Februar 1913 reiste Bruce mit acht Familienmitgliedern, darunter auch Amanua Kpapo mit ihrer Tochter Cäcilia, zuerst nach Kiew, im Februar 1914 nach Odessa und anschließend in weitere russische Städte. Die Familie lebte spätestens ab 1917 in Baku.
Amanua Kpapo hatte insgesamt fünf Kinder, die alle früh verstarben. Drei Jungen sollen das Kleinkindalter nicht überlebt haben. Über sie ist wenig bekannt. Einen Hinweis gibt ein Zeitungsartikel der Rheinischen Volksstimme, die während des Aufenthalts der Togo-Völkerschau in Köln im Februar 1911 berichtete: „Das größte Naturwunder ist wohl das, daß Amanua vor 4 Wochen Zwillingen das Leben gab, von denen der eine weiß, der andere schwarz ist. Rührend ist es anzusehen, mit welcher Mutterliebe Amanua ihre so verschieden gefärbten Kinder umgibt.“ Amanuas Tochter Cäcilia starb während der Tournee in Russland, ihr Sohn Fritz im Alter von 13 Jahren im Krankenhaus von Kaiserswerth an Tuberkulose.
Nach dem Tod seiner Ehefrauen Dassi Creppy 1917 und Yenoussi-Erika Jonson Anfang 1919 kümmerte sich Amanua Kpapo um den inzwischen schwerkranken Nayo Bruce. Er starb am 3. März 1919 in Baku. Amanua Kpapo versprach ihm auf dem Sterbebett, die Familie und Kinder seiner verstorbenen Ehefrauen wieder nach Togo zurückzubringen. Sie und die drei Kinder Christine, Marika und William Bruce lebten bis 1934 im Umfeld der christlichen Gemeinde von Baku und reisten von dort nach Südfrankreich, wo sie bis 1941 blieben. Ende des Jahres 1941 erreichten sie Lomé in Togo. Vor ihrem Tod am 3. Mai 1952 in Lomé lebte sie zwischenzeitig noch einige Jahre in Accra.

## Wahrnehmung und Inszenierung

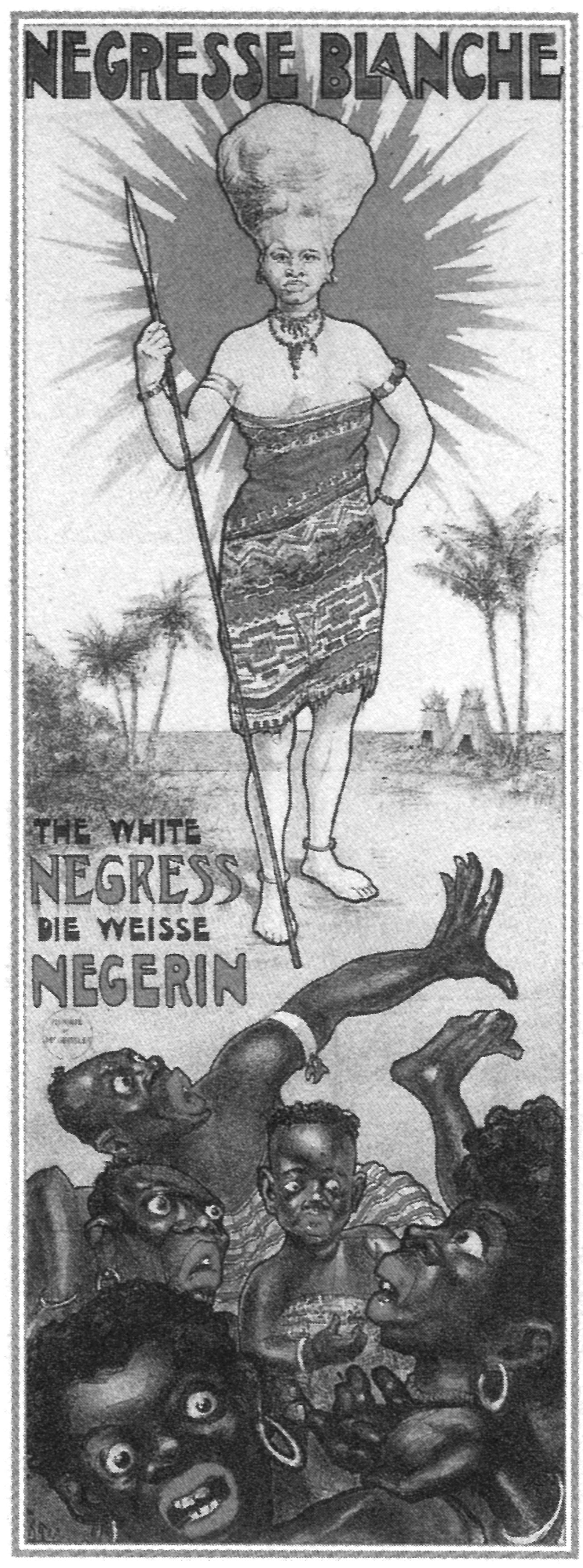
Plakat um 1905

Amanua Kpapo stand ab 1903 meist im Mittelpunkt der Togo-Völkerschau von Nayo Bruce. In der Presse wurde vielfach über sie berichtet, so etwa in der Mülheimer Zeitung vom 3. Dezember 1904:

„So widersinnig die Bezeichnung ‚weiße Negerin‘ auch lauten mag. so handelt es sich jedoch weder um einen kühnen Schwindel noch um ein rätselhaftes Naturwunder, sondern um eine allerdings interessante und seltene Variationserscheinung, die nach bestimmten Gesetzen zustande kommt, und die man mit dem Namen Albinismus bezeichnet. […] Abgesehen von der Färbung, zeigt Amanua, wie die ‚weiße Dame‘ sich nennt, durchaus das Bild einer Negerin. Die nur wenig ausladenden Hüften, die relativ langen Extremitäten, die schmale, dachartige Form des Schädels (der übrigens nicht länger ist, als mancher Europäerschädel), die wulstigen Lippen, die niedrige Kuppe und die breiten Flügel der Nase, das zarte, filzigwollige Haar sind alles charakteristische Merkmale des echten Negertypus. Die auffallendste Erscheinung an unserer Negerin ist nun die ‚weiße‘, d. h. nahezu pigmentlose, Körperhaut; doch ist der Rücken mit zahlreichen kleinen, schokoladenfarbigen, unregelmäßigen Flecken bedeckt. Das Haupthaar ist ganz hellblond, erscheint aber infolg der filzig-wolligen Beschaffenheit wie grau bestäubt; man kann es als fahl gelb bezeichnen. Dieselbe zartblonde Farbe haben die kurzen Augenbrauen, die Wimpern und das zarte Flaumhaar des Körpers. Die Iris der sehr lichtempfindlichen Augen ist graublau.“

Die Vermarktung von Amanua Kpapo „als spezielle Attraktion“ setzte Bruce auf zweierlei Weise bewusst ein, um den Erfolg seiner Togo-Völkerschau zu steigern.
Erstens wurde sie „stets in Differenz repräsentiert, in Begleitung einer dunkelhäutigen Person“. Amanua Kpapo und eine der beiden weiteren Ehefrauen von Nayo Bruce, Yenoussi Johnson oder Dassi Creppy, traten häufig als vermeintliches Geschwisterpaar auf und trugen die gleiche Frisur sowie einen gleichgemusterten, schulterfreien Umhang. Auf der einen Seite irritierte diese Gegenüberstellung, da so die „Sichtbarkeit und Eindeutigkeit von Haut- und Haartönen, die im Konzept von Rasse wesentlich sind, versagen.“ Auf der anderen Seite wurden schwarze Menschen mit Albinismus – trotz weißer Haut – aus Sicht der europäischen Zuschauer dennoch als Nicht-Weiße wahrgenommen. „Sie erschienen als eigenartige, komische, burleske oder bizarre Figuren, welche die ‚Rassengrenzen‘ trotz ihrer Übertretung nicht auflösten, sondern stabilisierten.“
Zweitens inszenierte Bruce Amanua Kpapo als afrikanische Stammesfrau, die zu einer „Lichtgestalt“ stilisiert wurde. In diesem Format bildete sie den Mittelpunkt zur Gruppe der Togo-Völkerschau. Entsprechend beider Kontextualisierungen bewarb Nayo Bruce die Völkerschauen sowohl als  „Westafrikanisches Geschwisterpaar Amanua und Ama“ oder „Die heilige weiße Negerin und ihre schwarze Priester-Schwester“ als auch als „Die Weiße Negerin mit ihren Stammesangehörigen aus Afrika“.

## Forschungsstand
Die Schweizer Publizistin Rea Brändle veröffentlichte 2007 die Monografie Nayo Bruce. Geschichte einer afrikanischen Familie in Europa, in der sich zahlreiche Angaben zur Biografie von Amanua Kpapo finden. Brändle rückt in ihrer Publikation die Familiengeschichte von Nayo Bruce, seinen Frauen und zahlreichen Kindern in den Mittelpunkt, um sie nicht nur als Völkerschau-Objekte, sondern als eigenständige Personen mit ihren durch die Tournee durch Europa unterschiedlich geprägten Biografien zu erzählen. Amanua Kpapo wurde 76 Jahre alt, war aber nur zwölf Jahre Völkerschau-Darstellerin.

### Zeitgenössische Literatur
- Paul Träger: Vorstellung der „weissen Negerin“ Amanua sammt ihrer angeblichen Schwester (Sitzung vom 20. Dezember 1902). In: Verhandlungen der Berliner Gesellschaft für Anthropologie, Ethnologie und Urgeschichte, Jg. 1902, S. 492 f.